# Fernanda Bianchini
Fernanda Bianchini (* 1978 [?] in São Paulo) ist eine brasilianische Pädagogin, Physiotherapeutin und Tänzerin, die eine besondere Ballett-Methode für Blinde und Menschen mit anderen Behinderungen entwickelt hat. Sie ist die Gründerin der Associação Fernanda Bianchini, der ersten Ballettschule für Blinde, zu der auch eine professionelle Balletttruppe gehört.

## Leben und Wirken

### Jugend und Ausbildung
Fernanda Bianchini stammt aus São Paulo und erhielt bereits mit 3 Jahren ihren ersten Ballettunterricht; nach eigenen Angaben war sie selber nur eine „mäßige“ Schülerin. Später machte sie Abschlüsse an der Städtischen Ballettschule (Escola Municipal de Balé) von São Caetano do Sul sowie an der Ballettschule der Fundação Artes in derselben Stadt.
Durch ihre Eltern, die ehrenamtlich in einer Einrichtung für Blinde, dem Instituto de Cegos Padre Chico, arbeiteten, kam Fernanda Bianchini bereits als junges Mädchen mit Blinden und Sehbehinderten in Kontakt. Als sie 15 Jahre alt war, wurde sie wegen ihrer schönen Körperhaltung von einer der Nonnen in der Blindenschule gefragt, ob sie nicht den dortigen Schülerinnen Ballettunterricht geben wolle, da die Blinden aufgrund von Ängstlichkeit und Unsicherheit oft eine eher gebückte, schlechte Haltung hatten. Obwohl Bianchini pädagogisch noch völlig unerfahren war und ihr von ihren eigenen Lehrern abgeraten wurde, begann sie, ermutigt von ihren Eltern, 1995 mit ihrem Ballettunterricht für Blinde. Zu ihren ersten etwa 10 Schülerinnen gehörte die damals 10-jährige Geyza Pereira, die später der Star von Bianchinis Blindenballett wurde.
Daneben machte sie an der Universidade Bandeirante in São Paulo eine Ausbildung zur Physiotherapeutin in der von Philippe Souchard in den 1980er Jahren entwickelten RPG (Rééducation Posturale Globale oder englisch Global Postural Reeducation = GPR), die sie mit einem MBA (Master of Business Administration) abschloss, wobei sie sich auf die Behandlung von Erkrankungen der Halswirbelsäule, Skoliose, Stretching Global Activity (SGA) und Gelenkverletzungen spezialisierte.
Bianchinis Arbeit mit ihren blinden Schülerinnen ist eine Pionierleistung. Durch Experimentieren entwickelte und verfeinerte sie eine eigene Methode, bei der die blinden Tänzerinnen durch Berührung und Ertasten die richtigen Positionen und anmutigen Bewegungsabläufe erlernen. Dabei stellen sich Bianchini selber oder andere Lehrer als Modell zur Verfügung. In fortgeschrittenem Stadium sind Unterricht oder Training auch durch einfaches Zurufen der Positionen oder Bewegungen möglich, wie bei traditionellem Ballettunterricht. Bianchini selber sagte in mehreren Interviews oder Filmen, wie schwierig es vor allem anfangs für sie selber war, ihren Schülerinnen Dinge zu erklären, die sie nie gesehen hatten. Um den Blinden beispielsweise die beim Ballett erforderlichen eleganten, grazilen Bewegungen der Arme beizubringen, geht sie mit ihnen in die Natur, lässt sie die weichen Blätter der Bäume ertasten und später beim Proben mit Palmwedeln üben. Ein wichtiger und großer Teil ihrer Arbeit besteht Bianchini zufolge auch darin, das Selbstbewusstsein ihrer oft unsicheren oder ängstlichen Schülerinnen zu fördern und sie ständig durch „Anfeuern“ zu motivieren. 2005 verfasste Bianchini eine Masterarbeit in Sportwissenschaften über ihre Unterrichtsmethode.

### Associação Fernanda Bianchini
Bianchini gründete 2002 eine eigene Gesellschaft, die Associação Fernanda Bianchini, in der vor allem Sehbehinderte und Blinde, aber auch Gehörlose sowie körperlich und geistig Behinderte in klassischem Ballett und anderen Tanzrichtungen, wie Bauchtanz, Sapateado und Standardtanz, sowie in Musik und Gesang oder Yoga unterrichtet werden. Die Schule liegt im Stadtteil Vila Mariana im Süden von São Paulo. Der Unterricht ist kostenlos, die meisten Schüler kommen aus ärmlichen Familien, für die Ballett ein Luxus ist, den sie sich gar nicht leisten könnten; 10 % der Schüler sind nicht behindert, um die Inklusion Behinderter in die Gesellschaft zu fördern. Die Schule lebt ausschließlich von Spenden und den Einnahmen aus Auftritten. Nach über 20 Jahren haben mehrere Hundert blinde und sehbehinderte Mädchen und Jungen sowie Menschen mit einer anderen Behinderung in der Ballettschule der Associação Fernanda Bianchini das Tanzen gelernt.
Es handelt sich um die weltweit erste Ballettschule, aus der die erste und einzige professionelle Balletttruppe mit blinden und sehbehinderten Tänzerinnen hervorging. Die männlichen Tänzer sind nicht sehbehindert und wirken als wichtige Unterstützung für ihre blinden Partnerinnen, für die Spitzentanz, Balance, Sprünge und Pirouetten – oder das Tanzen auf einer unbekannten Bühne, deren Grenzen sie ja nicht sehen können, sondern sich vorher im Geiste einprägen müssen – eine besondere Herausforderung darstellen. Die Balletttruppe ist nicht nur in ganz Brasilien, sondern auch international aufgetreten, unter anderem in Buenos Aires und 2012 bei den Paralympischen Spielen in London. 2018 wurde sie nach Hollywood engagiert, um bei einer Gala des blinden Popstars Stevie Wonder mitzuwirken.
Fernanda Bianchini hat für ihre Tänzerinnen und Tänzer hohe ästhetische Ziele und „… möchte den Applaus für meine Schülerinnen nicht aus Mitgefühl, sondern einzig und allein für ihr Können“. Auf der anderen Seite will sie aber auch eine bessere soziale Eingliederung blinder und behinderter Menschen erreichen. Ein wichtiger „Nebeneffekt“ ihrer Ballettmethode ist, dass die Blinden ein besseres Selbstbewusstsein und Körpergefühl entwickeln. Bianchini betont: „Ich möchte wirklich allen Schülern mit auf den Weg geben, dass sie niemals aufhören sollen, für ihre Träume zu kämpfen.“
Fernanda Bianchini ist verheiratet und hat zwei Söhne und eine Tochter.

### Filme
Fernanda Bianchinis Wirken und das Blindenballett sind auch filmisch dokumentiert. Alexandre Peralta drehte 2014 zunächst einen Kurzfilm, der bereits viel Aufsehen erregte. 2016 brachte er dann den 90-minütigen Dokumentarfilm Looking at the stars / Olhando para as estrelas heraus, dessen Entstehung mehrere Jahre in Anspruch nahm. 2023 wurde auf Arte die knapp einstündige GEO-Reportage Die blinde Primaballerina von São Paulo von Andrea Oster gezeigt, bei der neben Fernanda Bianchini vor allem die mit ihr befreundete Ballerina Geyza Pereira im Mittelpunkt steht. Im Internet, unter anderem auf der Website der Associação Fernanda Bianchini, sind außerdem verschiedene Interviews und Kurzfilme mit Bianchini, Geyza Pereira und anderen Beteiligten zu sehen.